# BRBメディカルサロン
BRBメディカルサロン（ビーアールビーメディカルサロン）は、1991年設立の東京都新宿区にある会員制医療クラブである。

## 概要
BRBメディカルサロンは、慶應義塾の卒業生（塾員）を会員とする会員制クラブ「BRBクラブハウス」を1982年より運営するビーアールビーにより、1991年に東京都新宿区で設立された。
当サロンでは医療機器は所有せず、個別カウンセリング・担当看護師制・提携医療機関での検診提案・治療に向けた医療機関紹介・電話健康相談などの、医療コンサルタントサービスを行っている。
事業内容について、2007年に産経新聞の人間ドックに関する記事で「『BRBメディカルサロン』は（中略）健診機関のサービス向上に寄与し、セミナーで会員経営者に従業員の健康管理を促すなど、『社会的な波及効果も小さくない』と自負する。」などと紹介された。

## 主な提携施設
- 慶應義塾大学病院予防医療センター
- 国立がん研究センター中央病院 検診センター
- がん研有明病院 健診センター
- 東京都済生会中央病院 総合健診センター
- 虎の門病院付属 健康管理センター など[7]